# 烏干達簽證政策
前往乌干达的访客必须在抵达乌干达时或从乌干达的一个驻外机构处获得签证，除非他们来自其中一个免签国家。所有访客必须持有有效期为6个月的护照。

## 签证政策地图

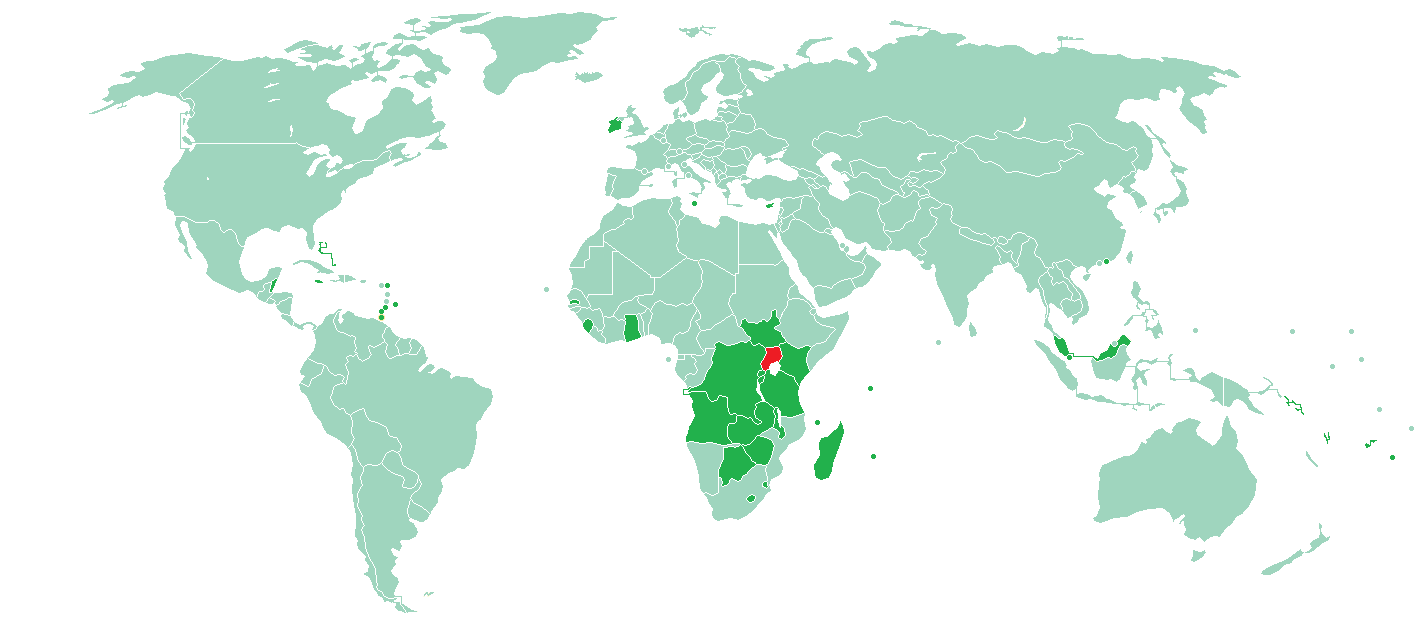
乌干达签证政策

## 免签
以下国家的公民可以在没有签证的情况下访问乌干达最长3个月：
| - 安哥拉 - 安地卡及巴布達 - 巴哈马 - 賽普勒斯 - 斐济 - 格瑞那達 - 香港 - 愛爾蘭 - 牙买加 | - 賴索托 - 利比亞 - 马达加斯加 - 马拉维 - 马来西亚 - 馬爾他 - 模里西斯 - 卢旺达 - 塞舌尔 - 新加坡 - 所罗门群岛 - 坦桑尼亚 - 千里達及托巴哥 - 尚比亞 - 辛巴威 |

印度，意大利和纳米比亚外交或公务护照持有人可免签入境3个月。

## 电子签
乌干达于2016年7月1日开始发行电子签。已获得电子签证的访客必须携带打印的电子签证确认书。

### 落地签
除索马里以外的所有其他国家的公民可在抵达时获得乌干达落地签。截至2016年7月22日，价格为50美元。电子签证将取代落地签。作为一项临时措施，未在线申请电子签的乘客仍可在抵达乌干达时申请电子落地签。但是资源将非常有限，访客可能因此延误行程。
任何国家的领事，外交，公务，因公或特殊护照持有人可在抵达时获得3个月的落地签。

## 东非旅行签证
抵达时还可申请有效期为90天的东非旅行签证，如果首先在签发国使用此签证，则此签证在乌干达，肯尼亚和卢旺达都有效。此签证的费用为100美元。

## 拒绝入境
未持有索馬里生物识别护照的索马里公民即使不离开飞机或将在同一航班上继续行程，也不得入境或过境。